# 李來泰
李来泰（1631年—1684年），字仲章，号石台，江西临川城南下桥寺人。清朝官员。

## 生平
李来泰生于仕宦之家，自幼聪慧。顺治八年（1651年）中举人，次年联捷二甲第八名进士。授工部虞衡司主事，升郎中。顺治十二年（1655年）出任江南上江学政。顺治十七年（1660年），任江蘇蘇松糧儲道。
康熙五年（1666年），接替安世鼎任蘇松常道，整饬苏州水利，因与上司不和被革职，1670年由韩佐周接任。还乡后，闭户读书著述。康熙十三年（1674年），被抚州知府王永茂诬陷与耿精忠部属勾结叛乱，被下狱，后经多方营救免罪。
康熙十八年（1679年），获举荐参加博学鸿词科考试，列第二等第一名，授翰林院侍讲，参与修撰《明史》。康熙二十年（1681年），主湖广乡试。康熙二十三年（1684年）卒于官邸。《清史稿》有传。

## 著作
李来泰文章广博深奥，为清初八股文大家。著有《莲龛集》40余卷（乾隆朝刊本由浙江巡抚纳兰常安作序），但毁于兵火，仅余16卷流传至今。